# Oropus helferi
Oropus helferi är en skalbaggsart som beskrevs av Albert A. Grigarick och Schuster 1962. Oropus helferi ingår i släktet Oropus och familjen kortvingar. Inga underarter finns listade i Catalogue of Life.